# الخرمة
الخرمة هي مدينة سعودية والمركز الإداري لمحافظة الخرمة التابعة لمنطقة مكة المكرمة في المملكة العربية السعودية.

## سبب التسمية
هناك عدة روايات في تسمية المدينة بهذا الأسم منها ما يقال أن الخرمة نسبة إلى الخرائم جمع خريمة وقول آخر أنها مشتقة من نبات الخرمة وهو نبات عشبي طويل يتراوح طوله ما بين 30-60 سم كما يقال أن الخريم هو الوادي الذي يمر بها من الحجاز إلى نجد حيث يخرم الجبال والغابات ويكوّن له مجرى تكثر حوله الواحات والمزارع.